# Роман-сюр-Изер (кантон)
Кантон Рома́н-сюр-Изе́р (фр. Romans-sur-Isère) — один из 19 кантонов департамента Дром, региона Овернь — Рона — Альпы, Франция. INSEE код кантона — 2611. Он полностью находится в округе Валанс. Согласно переписи 2012 года население составляло 30 661 человек.

## История
Кантон Роман-сюр-Изер 23 июля 1973 года был разделён на кантоны Роман-сюр-Изер 1 и Роман-сюр-Изер 2, но в 2015 году объединён обратно. По закону от 17 мая 2013 и декрету от 14 февраля 2014 года количество кантонов в департаменте Дром уменьшилось с 36 до 19. Новое территориальное деление департаментов на кантоны вступило в силу во время выборов 2015 года. С 22 марта 2015 года кантон Роман-сюр-Изер включает восемь коммун полностью и часть коммуны Роман-сюр-Изер.

## Население
Согласно переписи 2012 года (считается население коммун, которые в 2015 году были включены в кантон) население Роман-сюр-Изера составляло 30 661 человек. Из них 25,7 % были младше 20 лет, 20,2 % — старше 65. 21,2 % имеет высшее образование. Безработица — 15,0 %. Экономически активное население (старше 15 лет) — 12 940 человек.
| 2013   | 2018   | 2019   |
| ------ | ------ | ------ |
| 30 669 | 30 936 | 30 777 |

## Экономика
Распределение населения по сферам занятости в кантоне: 1,0 % — сельскохозяйственные работники, 7,7 % — ремесленники, торговцы, руководители предприятий, 12,4 % — работники интеллектуальной сферы, 24,9 % — работники среднего звена, 27,7 % — административные и государственные служащие и 26,2 % — рабочие.

## Коммуны кантона
C 2015 года в кантон входят 8 коммун и часть ещё одной, административный центр находится в коммуне Роман-сюр-Изер.
| Код INSEE | Коммуна                   | Название по-французски | Площадь, км² | Население, чел. (2019)                 |
| --------- | ------------------------- | ---------------------- | ------------ | -------------------------------------- |
| 26139     | Женисье                   | Génissieux             | 8,93         | 2392                                   |
| 26057     | Клерье                    | Clérieux               | 13,53        | 2061                                   |
| 26218     | Мур-Сен-Эсеб              | Mours-Saint-Eusèbe     | 5,27         | 3229                                   |
| 26231     | Перен                     | Peyrins                | 25,16        | 2629                                   |
| 26281     | Роман-сюр-Изер (частично) | Romans-sur-Isère       | 33,1         | 16 982 (все население коммуны — 33098) |
| 26294     | Сен-Барду                 | Saint-Bardoux          | 10,63        | 603                                    |
| 26323     | Сен-Поль-ле-Роман         | Saint-Paul-lès-Romans  | 15,77        | 1829                                   |
| 26323     | Триор                     | Triors                 | 5,65         | 602                                    |
| 26087     | Шатийон-Сен-Жан           | Châtillon-Saint-Jean   | 8,82         | 1316                                   |